# Chapelle Saint-Yves de Paris
Ne doit pas être confondu avec Ancienne chapelle Saint-Yves (Paris).
La chapelle Saint-Yves est une chapelle catholique érigée au centre de la cité du Souvenir, dans le 14e arrondissement de Paris. Elle fut construite en 1925, à l'initiative de l'abbé Alfred Keller, afin de rendre hommage aux victimes de la Première Guerre mondiale. Principalement connue pour ses fresques peintes par George Desvallières, elle est classée « monument historique » depuis 1996.

## Historique
Marqué par la misère qu'il côtoie au quotidien, l'abbé Alfred Keller décide de créer un ensemble pour abriter les familles des soldats tombés au front pendant la Première Guerre mondiale et « honorer les morts par une œuvre de vie
»,. En 1925, le cardinal Louis-Ernest Dubois approuve le projet. En juillet, après avoir réuni un million de francs en un mois grâce à sa fortune personnelle et à son appel aux dons, le père Keller achète le plateau Saint-Yves et y fonde la cité du Souvenir, un complexe d'habitations à bon marché. Les habitations sont réparties en trois immeubles érigés en triangle avec, au centre, la chapelle Saint-Yves, destinée aux victimes de la guerre,. Symboliquement, « Dieu est au centre ».
Elle est classée « monument historique » par arrêté du 5 août 1996,. Propriété privée rattachée à la paroisse Saint Dominique, elle est ouverte au culte : chaque dimanche, une messe en polonais est célébrée à 11h.

## Description
Conçue par les architectes Léon Besnard et D. Boulenger, la chapelle est située dans la cour intérieure de la cité du Souvenir, 11 rue Saint-Yves, sous un corps de bâtiment. Petit édifice en briques et en béton, elle présente une façade-pignon centrale encadrée de deux porches d'entrée latéraux. Le pignon en façade est ajouré de trois baies simples et d'un oculus. Cinq petites cloches sont accrochées au mur de l'immeuble, au-dessus de la chapelle.
Elle possède également un chœur entièrement décoré par George Desvallières entre 1931 et 1932. Le thème principal est la montée au ciel du poilu, encadré par les saints. Le fils du peintre, mort au front à l'âge de 17 ans, y est notamment représenté, enveloppé dans le drapeau français.